# Prologue
Prologue es un cortometraje de animación británico de 2015 dirigido por Richard Williams y producido por Imogen Sutton. Fue la última película dirigida por Richard Williams antes de su muerte en agosto de 2019.

## Resumen
Iba a ser la primera parte de un largometraje planificado basado en la obra Lisístrata de Aristófanes, en la que las mujeres griegas niegan el privilegio sexual a sus maridos y amantes para poner fin a una guerra. El cortometraje muestra el espantoso combate entre los antiguos soldados griegos, que resultó en la muerte de todos los combatientes y revela que toda la escaramuza fue presenciada por una niña pequeña, que huye hacia la comodidad de una mujer mayor.

## Recepción
La película fue un éxito de crítica y ganó muchos premios y nominaciones, incluida una nominación al Oscar al Mejor Cortometraje de Animación.

## Premios
| Año  | Ceremonia     | Categoría                  | Resultado | Ref.        |
| ---- | ------------- | -------------------------- | --------- | ----------- |
| 2016 | Premios Óscar | Mejor Cortometraje Animado | Nominado  | [ 4 ] [ 5 ] |
| 2016 | Premios BAFTA | Mejor Cortometraje Animado | Nominado  |             |